# Konferenca Združenih narodov o trgovini in razvoju
Konferenca Združenih narodov o trgovini in razvoju (angleško United Nations Conference on Trade and Development, kratica UNCTAD) nima izvršilne moči, resolucije UCTADa pa predstavljajo priporočilo generalni skupščini ZN. Prvo srečanje je bilo leta 1964 v Ženevi.
V 70. letih 20.stoletja so UNCTAD povezovali z idejo NIEO (angleško New International Economic Order) nova mednarodna ekonomska ureditev za pogojev trgovanja, povečanje razvojne moči, znižanje tarif, pospeševanje prenosa tehnologije razvijajočim se državam, ...

## Seznam generalnih sekretarjev in Officers-in-Charge
| # | Fotografija | Generalni sekretar    | Službovanje               | Država    | Opombe            | Reference |
| - | ----------- | --------------------- | ------------------------- | --------- | ----------------- | --------- |
| 1 |             | Raúl Prebisch         | 1963 – 1969               | Argentina |                   |           |
| 2 |             | Manuel Pérez-Guerrero | 1969 – 1974               | Venezuela |                   |           |
| 3 |             | Gamani Corea          | 1974 – 1984               | Šri Lanka |                   |           |
| 4 |             | Alister McIntyre      | 1985                      | Grenada   | Officer-in-Charge |           |
| 5 |             | Kenneth K.S. Dadzie   | 1986 – 1994               | Gana      |                   |           |
| 6 |             | Carlos Fortin         | 1994 – 1995               | Čile      | Officer-in-Charge |           |
| 7 |             | Rubens Ricupero       | 1995 – 2004               | Brazilija |                   |           |
| 8 |             | Carlos Fortin         | 2004 – 2005               | Čile      | Officer-in-Charge |           |
| 9 |             | Supachai Panitchpakdi | 1. september 2005 – danes | Tajska    |                   |           |